# 301522 Chaykin
301522 Chaykin è un asteroide della fascia principale. Scoperto nel 2009, presenta un'orbita caratterizzata da un semiasse maggiore pari a 3,1472048 au e da un'eccentricità di 0,0799215, inclinata di 1,98981° rispetto all'eclittica.